# Nové Hrady (district de České Budějovice)
Pour les articles homonymes, voir Nové Hrady.
Nové Hrady (en allemand : Gratzen) est une ville du district de České Budějovice, dans la région de Bohême-du-Sud, en République tchèque. Sa population s'élevait à 2 542 habitants en 2023.

## Géographie
Nové Hrady se trouve près de la frontière avec l'Autriche, à 31 km au sud-est de České Budějovice et à 146 km au sud-sud-est de Prague.
La commune est limitée par Petříkov, Suchdol nad Lužnicí et Hranice au nord, par Dvory nad Lužnicí et České Velenice à l'est, par l'Autriche au sud, et par Horní Stropnice, Žár et Olešnice à l'ouest.

## Histoire
La première mention écrite du village date de 1279.

## Administration
La commune se compose de huit sections :
- Nové Hrady
- Byňov
- Nakolice
- Obora
- Štiptoň
- Údolí
- Veveří
- Vyšné

## Transports
Par la route, Nové Hrady se trouve à 17 km de Gmünd (Autriche), à 36 km de České Budějovice et à 171 km de Prague.